# Smashes, Thrashes & Hits
Smashes, Thrashes and Hits es un álbum recopilatorio de la banda estadounidense de hard rock Kiss, publicado el 15 de noviembre de 1988 a través de Mercury Records y producido por el vocalista y guitarrista Paul Stanley. Su lanzamiento coincidió con el decimoquinto aniversario del grupo y por ello incluyó canciones de la mayoría de sus trabajos de estudio. El disco incorporó además dos nuevos temas, grabados con la ausencia del bajista Gene Simmons, así como una nueva versión de la balada «Beth» cantada por el batería Eric Carr, que supuso su debut como cantante. 
Tras su lanzamiento, recibió buenas reseñas, aunque algunas criticaron las dos nuevas canciones. En cuanto a la respuesta comercial, llegó al puesto 21 del Billboard 200 y obtuvo dos discos de platino de la RIAA, lo que lo convirtió en el tercer trabajo del conjunto en lograr dichas certificaciones.

## Trasfondo y grabación
Desde la publicación de Double Platinum (1978), Kiss había lanzado otros recopilatorios como Killers (1982) y Chikara (1988) para mercados como el europeo o el asiático, pero ninguno en el estadounidense. Sin embargo, hacia 1988 la banda había puesto a la venta ocho nuevos álbumes de estudio, había sufrido varios cambios en su formación y sus componentes habían abandonado su característico maquillaje, por lo que editar un nuevo recopilatorio en su país de origen tenía sentido.
Además de los viejos temas remezclados y remasterizados, el disco incluyó dos canciones nuevas, «Let's Put the X in Sex» y «(You Make Me) Rock Hard», grabadas en julio de 1988 en los estudios Right Track de Nueva York bajo la producción del guitarrista y vocalista Paul Stanley y con la participación de Phil Ashley como teclista. Stanley descartó volver a trabajar con el productor Ron Nevison, ya que en su opinión, sus piezas eran grabadas en maquetas «virtualmente idénticas a las que aparecen en el álbum». Además de las dos pistas inéditas, el álbum incorporó una nueva versión de la balada «Beth» con el batería Eric Carr como cantante, en sustitución de su antecesor, Peter Criss. El hecho de que el batería pusiera voz a una pista asociada a Criss, fue una de los momentos más comentados del recopilatorio, de hecho, el grupo contactó con este último para que diera su autorización sin conocer que su sucesor sería el cantante. De acuerdo con el guitarrista Bruce Kulick, Carr no estaba feliz con cantar sobre la canción de Criss, algo con lo que coincidió su hermana, Loreta Caravello: «Él creía que Peter lo sabía. Y luego descubrió que no. Estaba avergonzado y se sentía mal». En cuanto al bajista y miembro fundador Gene Simmons, este no tuvo participación y según Kulick «fue otro momento en el cual Gene dejó a Paul hacer todo por que estaba ocupado con algo». Stanley recalcó que su compañero «ni siquiera parecía interesado en contribuir» y que en el momento de trabajar en los nuevos temas «me volví a quedar más solo que la una».

## Música
El álbum incluye quince canciones que abarcan los quince años de carrera de la banda, aunque con notorias excepciones, como sus trabajos Unmasked (1980), Music from "The Elder" (1981) y Crazy Nights (1987), aunque las ediciones europeas sí incorporarían los sencillos de este último. La mayoría de los temas viejos fueron remezclados y una de las modificaciones más destacadas fue la disminución del sonido de los tambores en el comienzo de «I Love It Loud».
En cuanto a las dos nuevas canciones, Paul Stanley las compuso tres días antes de comenzar la grabación con su colaborador Desmond Child y con las aportaciones de Diane Warren en una de ellas. Además, ambas siguen con el sonido pop metal de Crazy Nights e incorporan abundantes sonidos de teclado. «Let's Put the X in Sex» guarda similitudes con «Addicted to Love» de Robert Palmer y es un tema festivo con letras insinuantes. «(You Make Me) Rock Hard» fue, según Kulick, «Paul copiando lo que era popular en ese momento», mientras que Child destacó sobre su título: «¿No es un insinuación sexual obvia? ¿Me pones duro como una roca?».

## Diseño artístico
Smashes, Thrashes & Hits fue el primer álbum de Kiss que no fue diseñado por Dennis Woloch, debido al final de la relación entre su jefe, Howard Marks, y el grupo; por lo que el encargado de la dirección artística fue Michell Kanner. La portada, realizada por Amy Guip, muestra a los cuatro músicos rodeados por varios brazos, mientras algunas de las manos entran en contacto con las entrepiernas de Simmons y Stanley. Este último recordó que «los discos de Kiss eran, en esencia álbumes en solitario creados para mi lucimiento» y por ese motivo ocupó el primer plano de la fotografía.

## Recepción

### Comercial
Smashes, Thrashes & Hits salió a la venta el 15 de noviembre de 1988 a través de Mercury Records en Norteamérica y de Vertigo en Europa. Alcanzó el vigesimoprimer puesto del Billboard 200 y se mantuvo en el listado durante unas veintisiete semanas y en febrero del año siguiente obtuvo el disco de oro y de platino de la RIAA, mientras que en 1996 conseguiría una nueva certificación de platino, lo que lo convertiría en el tercer trabajo de la banda en alcanzar la doble certificación de platino. Desde la llegada del sistema Nielsen SoundScan en 1991 y hasta 2007, vendió 810 000 copias solo en los Estados Unidos, lo que lo convirtió en el disco más vendido por el conjunto durante esa época. Fuera de su país de origen, el disco tuvo un impacto más discreto y su mejor posición fue la decimotercera alcanzada en Noruega. Respecto a sus dos sencillos, «Let's Put the X in Sex» y «(You Make Me) Rock Hard», solo el primero entró en las listas, aunque en posiciones discretas.

### Crítica
Tras su lanzamiento, Smashes, Thrashes & Hits recibió principalmente reseñas positivas. Dave Ling de RAW declaró que a diferencia de sus antecesores «la banda se ha tomado un tiempo para dar una verdadera relación calidad-precio» al incluir dos canciones nuevas, de las que insinuó que «¡ninguna da lugar a la imaginación! Ambas seguramente cuenten como algunas de las mejores piezas que el grupo ha realizado en mucho tiempo». La revista Cashbox consideró que «es un álbum de grandes éxitos sin el que no deberían estar ni los aficionados del metal o los historiadores de rock [...] Kiss puede rockear y lo hace con ganchos de sobra». Dirk Schreiber de Metal Hammer agradeció que se evitaran «los temas de la vergonzosa fase de "The Elder". Los nuevos aficionados de Kiss tienen que tenerlo en sus manos, porque no hay mejor muestra representativa de la labor del conjunto hasta la fecha».
Con el paso del tiempo recibió buenas reseñas por su condición de antología, pero las nuevas canciones, por lo general, fueron una excepción. Chuck Klosterman de Grantland comentó que la nueva versión de «Beth» parece realizada con «el único propósito de hacer que Peter Criss se sienta mal» y describió a las dos pistas inéditas como «humillantes para todos los involucrados, aunque ha pasado suficiente tiempo para hacer que “Let's Put the X in Sex” sea tontamente encantadora». David Browne de Rolling Stone destacó la inclusión de temas de la década de 1980 «y de clásicos de la década anterior: Una colección única y decente», aunque remarcó que «las dos nuevas piezas solo son dignas de mención por sus títulos exagerados» y que «la nueva versión de “Beth” es un dulce recuerdo del batería Eric Carr, pero no agrega mucho a la original cantada por Peter Criss». Barry Weber de Allmusic escribió que «la combinación de power rock clásico y pop metal es lo que hace que el disco sea entretenido y las dos nuevas pistas del álbum “Let's Put the X in Sex” y “(You Make Me) Rock Hard”, continúan mostrando las interesantes melodías de Kiss [...] Aunque solo es necesario para el ávido fanático de la banda, Smashes, Thrashes & Hits es una compilación aceptable y otra buena introducción al grupo». Matthew Wilkening de Ultimate Classic Rock seleccionó a «(You Make Me) Rock Hard» como la octava peor canción en la carrera del cuarteto y opinó que «los dos nuevos temas ilustran perfectamente la teoría de Spinal Tap sobre la delgada línea entre lo inteligente y lo estúpido».

## Lista de canciones
| Lado 1 |                           |                              |               |          |  |
| N.º    | Título                    | Escritor(es)                 | Voz principal | Duración |  |
| 1.     | «Let's Put the X in Sex»  | Paul Stanley, Desmond Child  | Stanley       | 3:48     |  |
| 2.     | «(You Make Me) Rock Hard» | Stanley, Child, Diane Warren | Stanley       | 3:26     |  |
| 3.     | «Love Gun»                | Stanley                      | Stanley       | 3:31     |  |
| 4.     | «Detroit Rock City»       | Stanley, Bob Ezrin           | Stanley       | 3:45     |  |
| 5.     | «I Love It Loud»          | Gene Simmons, Vincent Cusano | Simmons       | 3:48     |  |
| 6.     | «Deuce»                   | Simmons                      | Simmons       | 3:20     |  |
| 7.     | «Lick It Up»              | Stanley, Vincent             | Stanley       | 3:53     |  |

| Lado 2 |                             |                                   |                  |          |  |
| N.º    | Título                      | Escritor(es)                      | Voz principal    | Duración |  |
| 1.     | «Heaven's on Fire»          | Stanley, Child                    | Stanley          | 3:19     |  |
| 2.     | «Calling Dr. Love»          | Simmons                           | Simmons          | 3:38     |  |
| 3.     | «Strutter»                  | Stanley, Simmons                  | Stanley          | 3:28     |  |
| 4.     | «Beth»                      | Peter Criss, Stan Penridge, Ezrin | Carr             | 2:46     |  |
| 5.     | «Tears Are Falling»         | Stanley                           | Stanley          | 3:54     |  |
| 6.     | «I Was Made for Lovin' You» | Stanley, Child, Vini Poncia       | Stanley          | 4:29     |  |
| 7.     | «Rock and Roll All Nite»    | Stanley, Simmons                  | Simmons          | 2:56     |  |
| 8.     | «Shout It Out Loud»         | Stanley, Simmons, Ezrin           | Simmons, Stanley | 3:07     |  |

| Lado 1 de la edición europea |                           |                        |               |          |  |
| N.º                          | Título                    | Escritor(es)           | Voz principal | Duración |  |
| 1.                           | «Let's Put the X in Sex»  | Stanley, Child         | Stanley       | 3:48     |  |
| 2.                           | «Crazy Crazy Nights»      | Stanley, Adam Mitchell | Stanley       | 3:45     |  |
| 3.                           | «(You Make Me) Rock Hard» | Stanley, Child, Warren | Stanley       | 3:26     |  |
| 4.                           | «Love Gun»                | Stanley                | Stanley       | 3:31     |  |
| 5.                           | «Detroit Rock City»       | Stanley, Ezrin         | Stanley       | 3:45     |  |
| 6.                           | «I Love It Loud»          | Simmons, Cusano        | Simmons       | 3:48     |  |
| 7.                           | «Reason to Live»          | Stanley, Child         | Stanley       | 3:59     |  |
| 8.                           | «Lick It Up»              | Stanley, Vincent       | Stanley       | 3:53     |  |

| Lado 2 de la edición europea |                             |                         |                  |          |  |
| N.º                          | Título                      | Escritor(es)            | Voz principal    | Duración |  |
| 1.                           | «Heaven's on Fire»          | Stanley, Child          | Stanley          | 3:19     |  |
| 2.                           | «Strutter»                  | Stanley, Simmons        | Stanley          | 3:28     |  |
| 3.                           | «Beth»                      | Criss, Penridge, Ezrin  | Carr             | 2:46     |  |
| 4.                           | «Tears Are Falling»         | Stanley                 | Stanley          | 3:54     |  |
| 5.                           | «I Was Made for Lovin' You» | Stanley, Child, Poncia  | Stanley          | 4:29     |  |
| 6.                           | «Rock and Roll All Nite»    | Stanley, Simmons        | Simmons          | 2:56     |  |
| 7.                           | «Shout It Out Loud»         | Stanley, Simmons, Ezrin | Simmons, Stanley | 3:07     |  |

Fuente: Take It Off: Kiss Truly Unmasked y Libreto de la edición europea de Smashes, Thrashes & Hits.

## Créditos
Nuevas grabaciones
| - Paul Stanley – guitarra, voz, bajo, caja de ritmos, producción - Eric Carr – batería, percusión, coros, voz - Bruce Kulick – guitarra, coros - Gene Simmons | - Phil Ashley – teclado - Dave Wittman, Ben Kape - ingeniería - Dave Thoener - mezcla - Michell Kanner - dirección artística - Amy Guip - portada |

## Posiciones en las listas
| País           | Lista               | Mejor posición | Ref.   |
| -------------- | ------------------- | -------------- | ------ |
| Alemania       | German Albums Chart | 65             | [ 23 ] |
| Australia      | Top 40 Albums       | 38             | [ 34 ] |
| Estados Unidos | Billboard 200       | 21             | [ 19 ] |
| Noruega        | Topp 40 Album       | 13             | [ 23 ] |
| Países Bajos   | Album Top 100       | 88             | [ 35 ] |
| Reino Unido    | UK Albums Chart     | 62             | [ 36 ] |
| Suecia         | Sverigetopplistan   | 30             | [ 37 ] |
| Suiza          | Schweizer Hitparade | 29             | [ 38 ] |

| Australia      | Top 40 Singles    | 49 | [ 39 ] |
| Estados Unidos | Billboard Hot 100 | 97 | [ 19 ] |

## Certificaciones
| País           | Certificación | Ventas  | Ref.   |
| -------------- | ------------- | ------- | ------ |
| Canadá         | Platino       | 100 000 | [ 40 ] |
| Estados Unidos | Doble platino | 2 000   | [ 20 ] |